# Jan Baptist van Tassis (1546-1588)

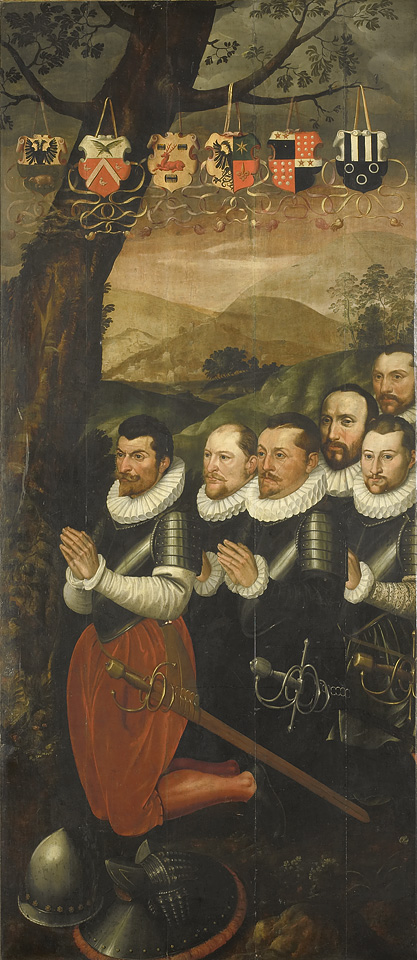
Van links naar rechts: Johan Baptiste van Taxis, een Heer van Ensse, Tiete van Cammingha, Jarich van Liauckema, Jacob van Claerhout en een Heer van Boisot.

Johan(nes) Baptiste van Taxis (Spaans, toenmaals: Juan Baptista de Taxis, heden: Juan Bautista de Tassis; Fries: Johan Baptiste fan Taxis; Frans: Jean Baptiste de Tassis) (1546 - Bonn, 20 april 1588) was een Spaanse kapitein-generaal in de Tachtigjarige Oorlog.
Hij werd geboren in de posterijfamilie Tassis als zoon van Innocenzo de Tassis († 1592), postmeester in Füssen. 
In 1572 kwam Taxis voor het eerst naar Nederland. Hij werd naar Dordrecht gestuurd door Alva om daar plannen te maken voor de verdediging van de stad. Later veroverde hij Breukelen en voerde Spaanse troepen aan bij verscheidene gevechten, zoals bij de Inname van Steenwijk, de Slag bij Amerongen (1585), de Slag bij Boksum (1586), de Slag bij Warnsveld (1586) en als laatste het Beleg van Bonn (1588), waarbij hij sneuvelde. Hij was gouverneur van Zutphen en bevelhebber van het aldaar gelegerde Spaanse garnizoen, en luitenant-stadhouder van Gelre.